# Dactylodenia zollikoferi
Dactylodenia zollikoferi är en orkidéart som först beskrevs av Nikolai Andreev Stojanov, och fick sitt nu gällande namn av Eduard Peitz. Dactylodenia zollikoferi ingår i släktet Dactylodenia, och familjen orkidéer. Inga underarter finns listade i Catalogue of Life.